# Трихоцефальоз
Трихоцефальо́з (англ. Trichocephalosis, Trichuriasis, Trichocephaliasis, Whipworm Infection, син. «трихуроз»,) — геогельмінтоз людини, який спричинюють людські волосоголовці. Характеризується хронічним перебігом з переважним ураженням ілеоцекальної частини кишки, порушенням його функції, анемією і астенією.

## Історичні відомості
У кишці мумії людини Етці, що жила 5300 років тому, знайшли волосоголовців. Гельмінта докладно описав у 1787 році німецький біолог Ф. фон Шранк, хоча клінічну характеристику хвороби у людини, патоморфологічні зміни представив медичній спільноті ще в 1740 році італійський лікар і анатом Д. Б. Морган'ї.

## Актуальність

Мапа світового поширення трихоцефальозу на 2004 рік

Трихоцефальоз поширений переважно в тропічних і субтропічних країнах, вологих районах помірного клімату. У світі уражено цим гельмінтозом близько 1,3 мільярда людей. В Україні він незначно поступається аскаридозу за своїм поширенням.

## Етіологія
Збудника трихоцефальозу — Trichocephalus trichiuris (або Trichuris trichiura) (англ. whipworm) відносять до роду Trichuris, родини Trichuridae, типу Nematoda. Назва гельмінта грец. Trichocephalus trichiuris — Волосоголовець хвістоволосний. Волосоголовець — круглий хробак, передня частина тіла якого тонка волосоподібна (звідти назва), хвостовий відділ трохи потовщений. Відношення волосоподібної частини до потовщеної у самиці становить 2:1, у самця — 3:2. Самиці завдовжки 35-55 мм, самці — 30-45 мм. У самиць задній кінець зігнутий, у самців він спірально згорнутий.

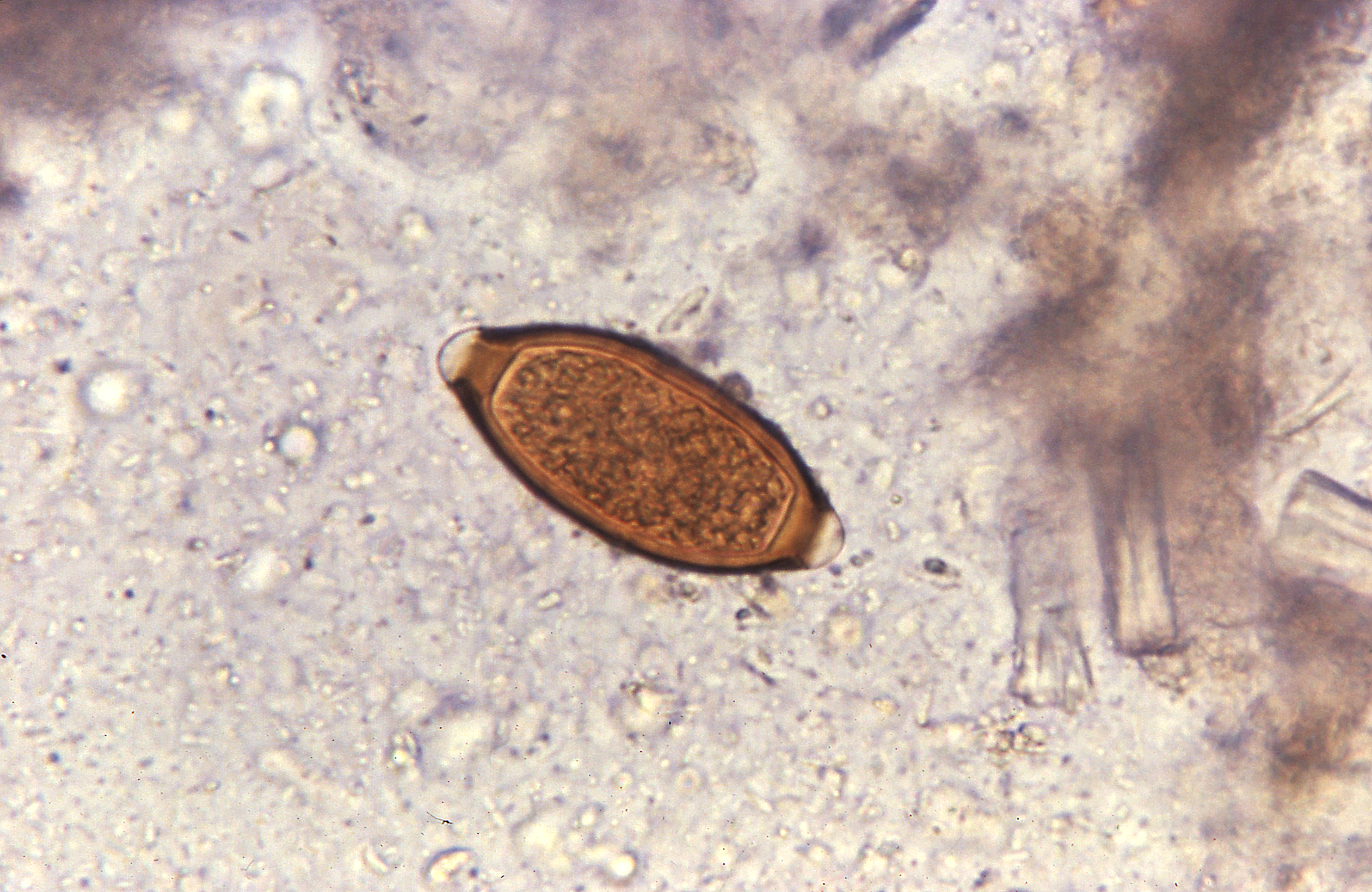
Яйце Trichocephalus trichiuris у мазку фекалій

Яйця волосоголовця мають форму барильця, коричневу товсту оболонку, на полюсах розташовані безбарвні пробки. Дорослі особини гельмінта паразитують у сліпій кишці і в сусідніх з нею відділах товстої кишки, є гематофагами. Тут самки відкладають 1-3,5 тисяч яєць на добу, які з фекаліями потрапляють у навколишнє середовище. Яйця повинні пройти інкубацію в ґрунті протягом 3 тижнів, після чого личинка всередині яйця набуває інвазійних властивостей, через що цього гельмінта, як й аскариду, відносять до геогельмінтів.

## Епідеміологічні особливості

### Джерело й резервуар

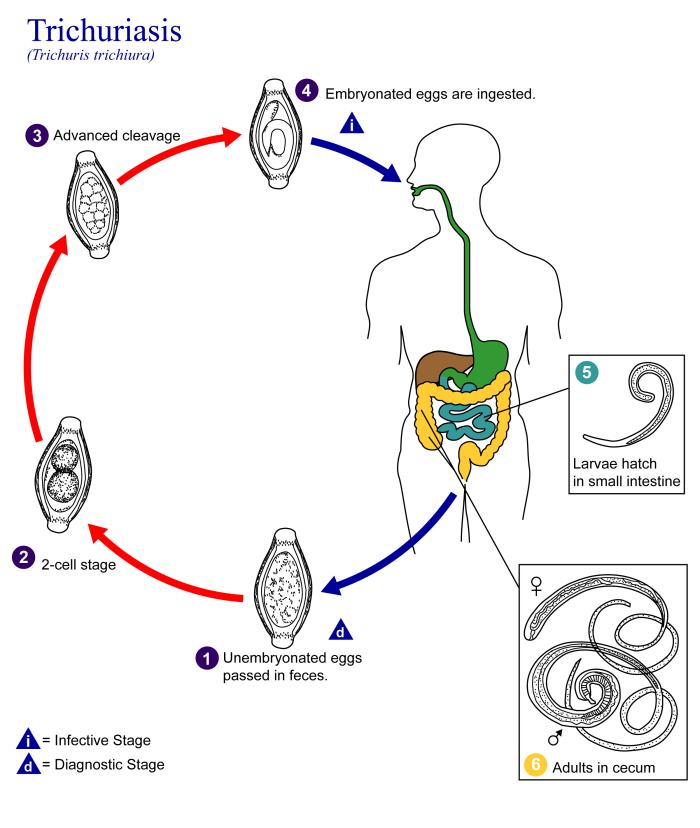
Життєвий цикл Trichocephalus trichiuris

Джерело інвазії — хвора людина. Виділені самицями гельмінтів яйця потрапляють з фекаліями людини в зовнішнє середовище, де при оптимальній температурі й вологості ґрунту дозрівають і стають інвазівними. Розвиток яєць відбувається в ґрунті при температурі від +15 до +35°С та достатній вологості. При оптимальній температурі +26-28°С дозрівання яєць триває 20-24 дня. Яйця стійкі до низьких температур, можуть зберігатися у ґрунті від 10 до 17 місяців, швидко гинуть при висиханні, інсоляції. Люди при безпосередньому контакті не є заразними, тому що вони виділяють недозрілі яйця.

### Механізм і шляхи передачі
Механізм передачі інфекції — фекально-оральний, шляхи передачі — аліментарний, контактно-побутовий, водний. Зараження найчастіше відбувається в результаті заковтування зрілих яєць із забрудненими овочами, фруктами, ягодами, водою, з поверхні забруднених рук. Після проковтування в кишці людини з яєць виводяться личинки, які переміщуються в сліпу кишку, де вузьким переднім кінцем проникають в її слизову оболонку, перетворюються у дорослу особину і знаходяться в такому стані до кінця свого життя (5-7 років). У ряді випадків паразити можуть жити також у клубовій і, навіть, прямій кишці. Паразити можуть поглинати до 0,005 мл крові на 1 гельмінта за добу. Виділення яєць самицями волосоголовця починається через 1-1,5 місяця після зараження людини.

### Сприйнятливий контингент та імунітет
Сплеск захворюваності в Україні припадає на літньо-осінній період. Уражаються переважно діти віком від 5 до 15 років. Зараженість сільських жителів значно вища, ніж міських. Імунітет не прояснений.

### Ураження собачим волосоголовцем
Є нечисленні спостереження інвазії людини Trichocephalus vulpis — волосоголовцем собак. Так само є знахідки статевозрілих людських волосоголовців у кишці собак, через що нині існує невпевненість у тільки антропонозному характері інвазії, спричиненої Trichocephalus trichiuris.

## Патогенез
У патогенезі трихоцефальозу провідна роль відводиться дії збудника, яке призводить до місцевого травмування. При проковтуванні інвазійних яєць в [Тонка кишка|тонкій кишці]] вивільнюються личинки, які проникають у ворсинки слизової оболонки, де вони розвиваються і через 3-10 днів знову виходять у просвіт кишки і мігрують в товсту кишку, переважно у сліпий її відділ. Дозрівання до дорослих особин відбувається протягом 1-1,5 місяців. Серед дорослих особин переважають самиці. Тривалість життя волосоголовця в кишці людини 5-7 років.
Волосоголовці своїм тонким головним кінцем пошкоджують слизову оболонку, проникаючи до підслизового, а іноді й м'язового шару. При інтенсивних інвазіях спостерігаються геморагії, утворення ерозій і виразок у кишціу. Вважають, що наявність більше 800 гельмінтів у кишці дітей призводить до клінічно значущої анемії. Сенсибілізуючий вплив метаболітів паразита на макроорганізм має деяке значення, але обмежується, в основному, тканинами кишки, сприяючи розвитку діареї.

## Клінічні прояви
У МКХ-10 включено «Трихоцефальоз (трихуроз)» за шифром В79. Клінічні прояви трихоцефальозу чітко корелюють з інтенсивністю інвазії. Для виникнення клінічних проявів гельмінтозу необхідно паразитування значної кількості волосоголовців. Відомо, що симптоми хвороби спостерігаються у хворих, що виділяють більше 5000 яєць збудника в 1 г фекалій. При низькій інтенсивності трихоцефальозу (< 100 особин у кишці) клінічні симптоми можуть бути відсутні.
Інкубаційний період триває 1-1,5 місяця. У періоді розпалу хворі скаржаться на погіршення апетиту, нудоту, блювання, пронос, здуття живота, загальну слабкість, головний біль, запаморочення, порушення сну. Нерідко вони відчувають спазматичний біль у животі з локалізацією в правій здухвинній області, в епігастрії або інших зонах. Надалі ці симптоми зберігаються, при інтенсивній інвазії розвивається гемоколіт, якій проявляється больовим синдромом, тенезмами, кров'янистими випорожненнями, у цих випадках при дефекації може відбуватися випадіння прямої кишки. При високій інтенсивності інвазії можливий розвиток виразок слизової оболонки товстої кишки з подальшим розгортанням залізодефіцитної анемії, наростанням діареї по типу дизентерійного синдрому, гіпоальбумінемії. Можливий апендицит і перитоніт з виявленням волосоголовців у черевній порожнині. Діти, хворі на трихоцефальоз, нерідко відстають від однолітків у фізичному і розумовому розвитку.

### Ускладнення
До ускладнень при трихоцефальозі відносять гіпохромну анемію, випадіння прямої кишки, апендицит, перитоніт, відставання дітей у розвитку, запуск хвороби Крона, неспецифічного виразкового коліту. У невеликої кількості дітей переважно в тропічних регіонах можлива навіть смерть при тяжкій інвазії.

## Діагностика

### Лабораторно-інструментальні зміни
У загальному аналізі крові кількість лейкоцитів зазвичай нормальна, підвищення кількості еозинофілів (еозинофілія) виявляється мінливо, при тривалому перебігу інвазії спостерігається анемія, диспротеїнемія. При фіброколоноскопії виявляють помірну набряклість і гіперемію слизової оболонки, при інтенсивній інвазії — поверхневі ерозії, точкові геморагії, можуть бути зрідка видні дорослі гельмінти, що укорінилися в слизову оболонку.

### Специфічна діагностика
Ґрунтується на паразитологічному методі дослідження фекалій — овомікроскопії. Через відносно невелику кількість яєць в них протягом доби, особливо при невеликому рівні інвазії, потрібно робити паразитологічні дослідження декілька днів підряд, застосовувати різні гельмінтологічні методи збагачення (за Фюллеборном, Калантарян тощо).

## Лікування
Для дегельмінтизації застосовують мебендазол по 0,1 г 2 рази на добу протягом 3 днів (на курс 0,6 г) або альбендазол 0,4 г одноразово, при інтенсивній інвазії лікування проводять протягом 3 днів. При інтенсивних проявах коліту призначаються спазмолітики, при анемізації — препарати заліза.

## Профілактика
У профілактиці трихоцефальозу велике значення надають тим же самим заходам, що й при попередженні аскаридозу. Рекомендують:
- уникати попадання ґрунту на продукти, особливо такого, що імовірно може бути заражений людськими екскрементами;
- не використовувати людські фекалії або стічні води для удобрення городів;
- мити руки з милом і теплою водою перед приготуванням їжі;
- навчати дітей звичці мити руки після контакту з ґрунтом для запобігання інвазії;
- мити, очищувати, або піддавати термічній обробці сирі овочі й фрукти перед вживанням, особливо ті, які були вирощені в ґрунті, що був удобрений гноєм[7].